# Dorymyrmex lipan
Dorymyrmex lipan es una especie de hormiga del género Dorymyrmex, subfamilia Dolichoderinae. Fue descrita científicamente por Snelling en 1995.
Se distribuye por México y los Estados Unidos. Se ha encontrado a elevaciones de hasta 1463 metros.